# Love Hurts (film)
Love Hurts är en amerikansk actionkomedifilm som hade premiär den 7 februari 2025. Filmen är regisserad av Jonathan Eusebio efter ett manus skrivet av Matthew Murray, Josh Stoddard och Luke Passmore.

## Handling
Filmen handlar om en fastighetsmäklare dras tillbaka in i det liv han lämnat bakom sig när hans tidigare partner-in-crime dyker upp med ett olycksbådande meddelande.

## Rollista (i urval)
- Ke Huy Quan – Marvin Gable
- Ariana DeBose – Rose
- Daniel Wu – Knuckles Gable
- Marshawn Lynch
- Mustafa Shakir
- Lio Tipton
- Rhys Darby
- André Eriksen
- Sean Astin
- Cam Gigandet